# Baie-Mahault
Baie-Mahault – miasto i gmina na Gwadelupie (departamencie zamorskim Francji); 30 201 mieszkańców (2011). Drugie co do wielkości miasto departamentu.